# Microspathodon dorsalis
Microspathodon dorsalis és una espècie de peix de la família dels pomacèntrids i de l'ordre dels perciformes.

## Morfologia
Els mascles poden assolir els 31 cm de longitud total.

## Distribució geogràfica
Es troba des del Golf de Califòrnia fins a l'Illa Malpelo (Colòmbia), incloent-hi les Illes Revillagigedo i les Illes Galápagos.